# Hildegardia mauritiivaga
Hildegardia mauritiivaga is een rechtvleugelig insect uit de familie doornsprinkhanen (Tetrigidae). De wetenschappelijke naam van deze soort is voor het eerst geldig gepubliceerd in 1974 door Günther.